# Duchi di Modena e Reggio
I duchi di Modena e Reggio furono i signori del Ducato di Modena e Reggio, uno degli antichi Stati italiani legato alla dinastia Este e nato nel 1597 con la fine del Ducato di Ferrara. Nel 1796 divenne parte della Repubblica Cispadana e nel 1814, con la restaurazione, ebbe una breve vita come ducato degli Austria-Este che finì col suo ultimo sovrano, Francesco V d'Austria-Este, nel 1859. 

## Marchesi di Ferrara, Modena e Reggio
Già Obizzo II d'Este era stato signore di Modena dal 1288 al 1293, ma suo figlio Azzo VIII non era riuscito a mantenerne il controllo. Suo nipote Obizzo III riprese la città dopo un assedio durato quasi un anno. Lui, suo fratello Niccolò I e i loro eredi furono proclamati perpetui et generales domini civitatis, districtus, territorii et totius episcopatus Mutine.

### Este (1288-1452)
| Nome                | Ritratto | Nascita           | Marchesato       | Marchesato       | Matrimoni | Note                                                                            |
| Nome                | Ritratto | Nascita           | Inizio           | Fine             | Matrimoni | Note                                                                            |
| ------------------- | -------- | ----------------- | ---------------- | ---------------- | --- | ------------------------------------------------------------------------------- |
| Obizzo II           |          | 1247              | 1288             | 1293             | (1) Jacopina Fieschi (2) Costanza della Scala                                                                          | Suo figlio Azzo VIII d'Este perse il possedimento di Modena                     |
| Obizzo III          |          | 14 luglio 1294    | 13 maggio 1336   | 30 marzo 1352    | (1) Jacopa Pepoli (2) Lippa Ariosti                                                                                    | Divise inizialmente il potere con il fratello Niccolò                           |
| Aldobrandino III    |          | 14 settembre 1335 | 30 marzo 1352    | 3 novembre 1361  | Beatrice da Camino due figli e una figlia                                                                              | Figlio di Obizzo III e Lippa Ariosti, nato illegittimo                          |
| Niccolò II lo Zoppo |          | 17 maggio 1338    | 3 novembre 1361  | 26 marzo 1388    | Verde della Scala una figlia                                                                                           | Figlio di Obizzo III e Jacopa Pepoli                                            |
| Alberto V           |          | 27 febbraio 1347  | 26 marzo 1388    | 30 luglio 1393   | Giovanna de' Roberti nessun figlio                                                                                     | Figlio legittimato di Obizzo III                                                |
| Niccolò III         |          | 9 novembre 1383   | 30 luglio 1393   | 26 dicembre 1441 | (1) Gigliola da Carrara nessun figlio (2) Parisina Malatesta un figlio e due figlie (3) Ricciarda di Saluzzo due figli | Figlio legittimato di Alberto V; dal 1409 estese il suo dominio anche su Reggio |
| Leonello            |          | 21 settembre 1407 | 26 dicembre 1441 | 1º ottobre 1450  | Margherita Gonzaga un figlio                                                                                           | Figlio legittimato di Niccolò III                                               |
| Borso               |          | 24 agosto 1413    | 1º ottobre 1450  | 18 maggio 1452   | - | Figlio legittimato di Niccolò III                                               |

## Duchi di Ferrara, Modena e Reggio
Nel 1452 Borso d'Este ottenne dall'imperatore Federico III d'Asburgo il titolo di duca di Modena e Reggio e nel 1471 papa Paolo II lo nominò duca di Ferrara. Da quel momento iniziò formalmente il Ducato di Ferrara, Modena e Reggio. 
Nel 1598 papa Clemente VIII non concesse a Cesare d'Este la successione nel ducato di Ferrara poiché non venne ritenuto l'erede legittimo di Alfonso II d'Este, che era morto senza figli. Essendo Ferrara feudo papale gli Este dovettero lasciare l'antica capitale e trasferire la loro corte a Modena, perché intanto l'imperatore Rodolfo II d'Asburgo aveva accettato la successione di Cesare per i territori legati alla corona. Nel 1598 quindi cessò di esistere il Ducato di Ferrara, Modena e Reggio ed iniziò il Ducato di Modena e Reggio. Questo momento storico di passaggio di poteri a Ferrara fu definito devoluzione di Ferrara allo Stato Pontificio.

### Este (1452-1597)
| Nome       | Ritratto | Nascita          | Ducato          | Ducato          | Matrimoni | Note | Nº |
| Nome       | Ritratto | Nascita          | Inizio          | Fine            | Matrimoni | Note | Nº |
| ---------- | -------- | ---------------- | --------------- | --------------- | --- | --- | -- |
| Borso      |          | 24 agosto 1413   | 18 maggio 1452  | 20 agosto 1471  | - | Dal 14 aprile 1471 Duca di Ferrara | 1  |
| Ercole I   |          | 26 ottobre 1431  | 20 agosto 1471  | 25 gennaio 1505 | Eleonora d'Aragona cinque figli e due figlie                                                                   | Figlio di Niccolò III e Ricciarda | 2  |
| Alfonso I  |          | 21 luglio 1476   | 25 gennaio 1505 | 31 ottobre 1534 | (1) Anna Maria Sforza nessun figlio (2) Lucrezia Borgia quattro figli e due figlie                             | Figlio di Ercole I | 3  |
| Ercole II  |          | 4 aprile 1508    | 31 ottobre 1534 | 3 ottobre 1559  | Renata di Francia due figli e tre figlie                                                                       | Figlio di Alfonso I | 4  |
| Alfonso II |          | 22 novembre 1533 | 3 ottobre 1559  | 27 ottobre 1597 | (1) Lucrezia de' Medici nessun figlio (2) Barbara d'Austria nessun figlio (3) Margherita Gonzaga nessun figlio | Figlio di Ercole II; non ebbe figli legittimi e questo fu il pretesto per papa Clemente VIII di rientrare in possesso del feudo di Ferrara | 5  |

## Duchi di Modena e Reggio
Il ducato si restrinse quindi alle province di Modena e Reggio, territorialmente contigue, con Modena capitale. Nel corso delle vicende belliche dei due secoli successivi furono «assorbiti» piccoli stati contigui quali Mirandola, Correggio e Novellara e, per via matrimoniale, il Ducato di Massa e Carrara.

### Este (1597-1796)
| Nome          | Ritratto | Nascita          | Ducato           | Ducato                        | Matrimoni | Note | Nº |
| Nome          | Ritratto | Nascita          | Inizio           | Fine                          | Matrimoni | Note | Nº |
| ------------- | -------- | ---------------- | ---------------- | ----------------------------- | --- | --- | -- |
| Cesare        |          | 8 ottobre 1562   | 27 ottobre 1597  | 11 dicembre 1628              | Virginia de' Medici sei figli e quattro figlie                                                                   | Suo padre era figlio naturale di Alfonso I | 6  |
| Alfonso III   |          | 22 ottobre 1591  | 11 dicembre 1628 | 25 luglio 1629 (abdicazione)  | Isabella di Savoia nove figli e cinque figlie                                                                    | Figlio di Cesare; si ritirò in convento e morì il 24 maggio 1644                                                                                                | 7  |
| Francesco I   |          | 6 settembre 1610 | 25 luglio 1629   | 14 ottobre 1658               | (1) Maria Farnese cinque figli e quattro figlie (2) Vittoria Farnese una figlia (3) Lucrezia Barberini un figlio | Figlio di Alfonso III | 8  |
| Alfonso IV    |          | 2 febbraio 1634  | 14 ottobre 1658  | 16 luglio 1662                | Laura Martinozzi due figli e una figlia                                                                          | Figlio di Francesco I e Maria Farnese | 9  |
| Francesco II  |          | 2 gennaio 1660   | 16 luglio 1662   | 6 settembre 1694              | Margherita Maria Farnese nessun figlio                                                                           | Figlio di Alfonso IV; regnò sotto la reggenza della madre fino a 14 anni                                                                                        | 10 |
| Rinaldo       |          | 25 aprile 1655   | 21 marzo 1695    | 26 ottobre 1737               | Carlotta Felicita di Brunswick-Lüneburg due figli e cinque figlie                                                | Figlio di Francesco I e Lucrezia; si dimise da Cardinale per succedere al trono                                                                                 | 11 |
| Francesco III |          | 2 luglio 1698    | 26 ottobre 1737  | 22 febbraio 1780              | Carlotta Aglaia d'Orléans quattro figli e cinque figlie                                                          | Figlio di Rinaldo | 12 |
| Ercole III    |          | 22 novembre 1727 | 22 febbraio 1780 | 16 ottobre 1796 (deposizione) | Maria Teresa Cybo-Malaspina un figlio e una figlia                                                               | Figlio di Francesco III; perse il Ducato di Modena e Reggio a causa dell'invasione francese e fu compensato con il ducato di Brisgovia; morì il 14 ottobre 1803 | 13 |

## Dominio napoleonico
Il ducato continuò la sua esistenza fino al 1796, quando divenne parte della Repubblica Cispadana creata da Napoleone Bonaparte.

Il territorio fu poi incorporato nella Repubblica Cisalpina (1797-1802), quindi nella Repubblica Italiana (1802-1805) e infine nel Regno d'Italia (1805-1814).

## Duchi di Modena e Reggio
Nel 1814 venne ripristinato sotto la dinastia Austria-Este, poiché, nel gennaio 1771, la Dieta perpetua di Ratisbona aveva attribuito la successione del ducato, che era feudo imperiale, all'arciduca d'Austria Ferdinando, genero in pectore del futuro duca Ercole III. Al ricostituito ducato furono aggiunti, nel 1815, i cosiddetti feudi imperiali della Lunigiana che il congresso di Vienna aveva attribuito al Ducato di Massa e Carrara, ma che l'ultima duchessa, Maria Beatrice d'Este, vedova di Ferdinando e madre del nuovo duca, girò immediatamente a quest'ultimo. Nel 1829, alla sua morte, egli subentrò pure nel resto dei possessi della madre e, nel 1847, anche nel ducato di Guastalla. Il ducato di Modena e Reggio fu poi definitivamente annesso al Regno di Sardegna nel 1859.

### Austria-Este (1814-1859)
| Nome         | Ritratto | Nascita        | Ducato          | Ducato                       | Matrimoni                                       | Note                                                                | Nº |
| Nome         | Ritratto | Nascita        | Inizio          | Fine                         | Matrimoni                                       | Note                                                                | Nº |
| ------------ | -------- | -------------- | --------------- | ---------------------------- | ----------------------------------------------- | ------------------------------------------------------------------- | -- |
| Francesco IV |          | 6 ottobre 1779 | 15 luglio 1814  | 21 gennaio 1846              | Maria Beatrice di Savoia due figli e due figlie | Duca di Massa e Carrara dal 14 novembre 1829                        | 14 |
| Francesco V  |          | 1º giugno 1819 | 21 gennaio 1846 | 11 giugno 1859 (deposizione) | Adelgonda di Baviera una figlia                 | Figlio di Francesco IV; morì in esilio a Vienna il 20 novembre 1875 | 15 |